# Coelichneumon percussor
Coelichneumon percussor là một loài tò vò trong họ Ichneumonidae.